# كينيث يانيك
كينيث يانيك (من وواليد الثلاثين من تشرين الأول/أكتوبر 1995) هو ممثل كوميدي وفكاهي من بنين، وهو مؤسّس نادي كوميديا كوتونو (بالإنجليزية: Cotonou Comedy Club)‏ الذي يُعتبر أول نادي يُقدم عروض كوميديّة ارتجالية في بنين.

## الحياة المُبكّرة والتعليم
وُلد يانيك في الثلاثين من تشرين الأول/أكتوبر 1995 في كوتونو بدولة البنين حيث ترعرع مع والدته هناك. أثناء تعليمه، أتمَّ يانيك الصفَّ الخامس وتوجّه فيما بعدُ لدراسة علم الأحياء لأن الطب كان من أولوياته. حوَّلَ لاحقًا مسارهُ التعليمي نحو الرياضيات. أمضى يانيك بعد ذلك عامًا في مدرسة البوليتكنيك التابعة لجامعة أبومي كالافي وكان ذلك كارثيًا على مسيرتهِ الدراسيّة كما قال، ثمّ بدأ في وقتٍ لاحقٍ دراسة الهندسة.

## المسيرة المهنيّة
شاركَ كينيث يانيك عام 2008 في عرض أبي في الطابق العلوي (بالفرنسية: Papa est en haut)‏ مع جاد المالح وقضى عدّة سنوات في الظهور في مقاطع فيديو من إنتاج أشخاص آخرين، إلى أن بدأ في عام 2013 في صُنع مقاطع فيديو كوميدية ونشرها على الإنترنت ووسائل التواصل الاجتماعي. بعد حصوله على درجة الدكتوراه في علم وظائف الأعضاء، أصبح مدرسًا رياضيًا وهو ما سمح له بكسب ما يكفي لدفع الإيجار ومساعدة أسرته. بدأ بين عامي 2015 و2016 في إلقاء بعض النكات أمام الأصدقاء في حفلات أعياد الميلاد.
قدم يانيك عام 2016 أول عرضٍ كوميدي له أمام جمهور من 600 شخص لا يعرفون الكوميديا الارتجاليّة التي أُقيمت في الإدارة الوطنية ومدرسة القضاء. كانت ذاك العرض الكوميدي هو أول عرض كوميديا ارتجالية في بنين، ثمّ أنشا كينيث يانيك في وقت لاحقٍ وبالضبط في الرابع من آب/أغسطس 2017 نادي كوتونو للكوميديا (CCC) مع صديقيهِ جان موريل موروفوكس وفاضل رومكسي.